# II. Ptolemaiosz
II. Ptolemaiosz Philadelphosz (görögül Πτολεμαίος Φιλάδελφος, Kósz, I. e. 308. február 10. – I. e. 246. január 28.), az ókori Egyiptom második királya a Ptolemaidák közül 282-től haláláig, a dinasztiaalapító I. Ptolemaiosz Szótér és negyedik felesége, I. Bereniké gyermeke volt.

## Útja a trónig
I. e. 308-ban született Kósz szigetén, ahova anyja elkísérte Ptolemaioszt egy tengeri hadjárat alkalmával. Gyermek- és ifjúkoráról nem sokat tudni, bár ismeretes, hogy nevelői közé tartozott Philetasz, a kószi költő, és Zenodotosz, a grammatikus. Azt sem tudni biztosan, hogy apja miért részesítette előnyben őt korábbi házasságából származó fiainál, azon túlmenően, hogy Alexandria lakói körében népszerű volt, és valószínűsíthető Bereniké közbenjárása is. Mindenesetre Kr. e. 285-ben az idős uralkodó hivatalosan lemondott a hatalomról, és kisebbik fiát tette meg utódjának. A döntést a fővárosban üdvrivalgással fogadták, bár valószínűleg legfeljebb társuralom bevezetéséről volt szó, sőt elképzelhető, hogy valójában továbbra is a dinasztia alapítója uralkodott huszonnégy éves gyermeke helyett.

## Uralkodása

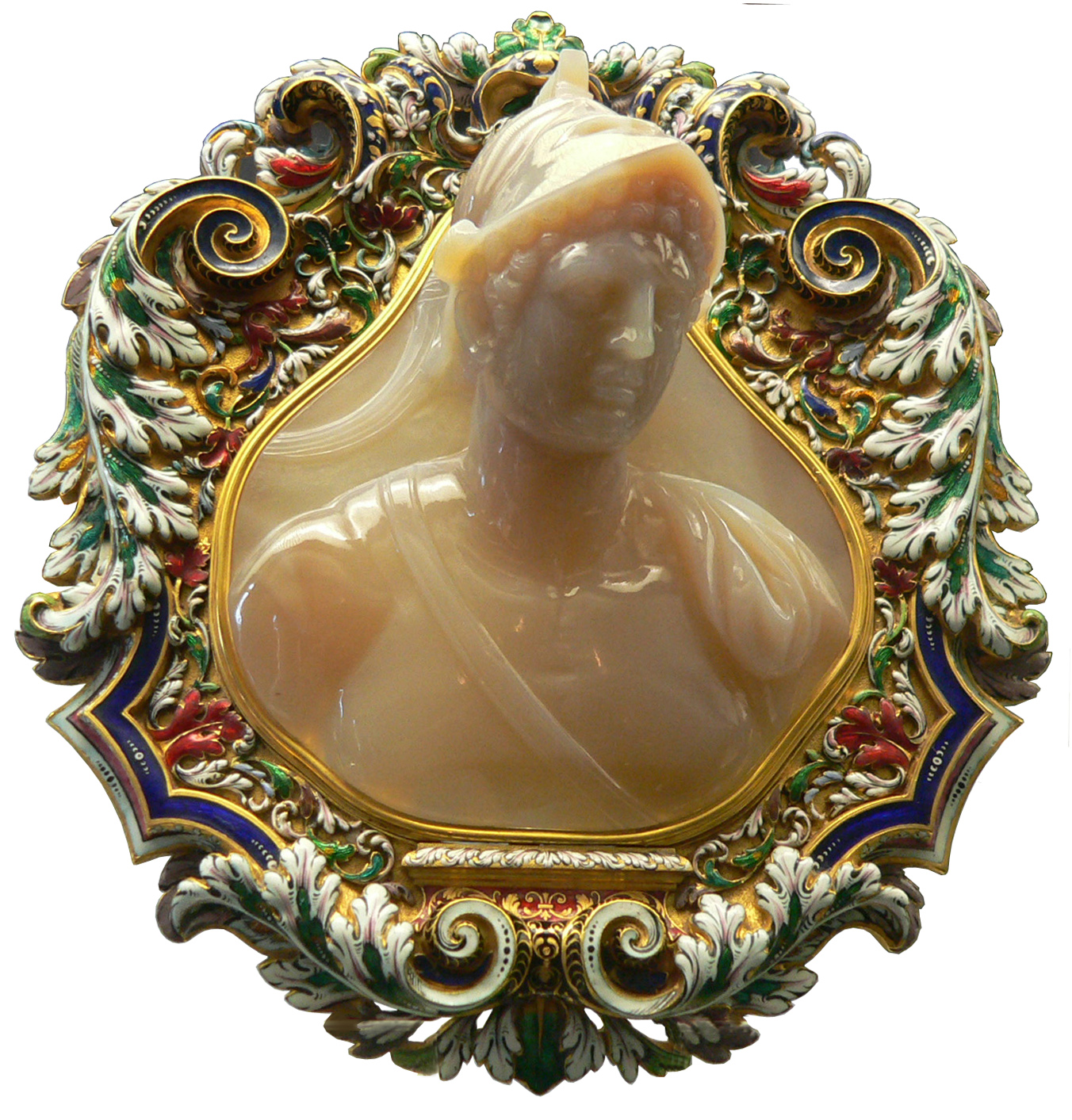
II. Ptolemaioszt ábrázoló kámea 18. századi foglalatban

Amikor Kr. e. 282-ben az idős Ptolemaiosz meghalt, gyermeke vetélytárs nélkül örökölte a teljes hatalmat: féltestvérei, Ptolemaiosz Keraunosz és Meleagrosz már korábban elhagyták Egyiptomot. II. Ptolemaiosznak komoly külpolitikai kihívásokkal kellett megbirkóznia uralkodása során.

### Egyiptom és a hellenisztikus világ
Nem sokkal trónra lépése után, Kr. e. 281-ben gyilkosság végzett a Szeleukida Birodalom alapítójával, I. Szeleukosz Nikatórral. (Hátterében féltestvére, Ptolemaiosz Keraunosz volt.) Az eset hatására robbant ki az ún. szíriai örökösödési háború, melybe Egyiptom is beavatkozott. I. Antiokhosz Kr. e. 280–279 között zajló harcokban súlyos vereségeket szenvedett, elveszítve több anatóliai területet: Kária, Lükia, Papmhülia, Iónia és egyes kilikiai területek egyaránt egyiptomi kézbe kerültek Damaszkusz városával egyetemben. Antiokhosz kénytelen volt békét kötni, hogy rendezze helyzetét, de a bosszú nem sokat váratott magára, amiben szövetségesre is akadt.
I. Ptolemaiosz egyiptomi birodalma kialakításakor meghódította Küréné független királyságát, és azt mostohafiára, Bereniké előző házasságából származó gyermekére, Magaszra bízta. Ő azonban valamikor I. Ptolemaiosz halála után függetlenedett Egyiptomtól, sőt megtámadta azt, és egészen Paraetoniumig tört előre. Mivel mindkét fél hátországában lázadások törtek ki, Magasz visszavonult, Ptolemaiosz pedig nem tudta üldözni elégedetlenkedő kelta katonáival. Nemsokára ismét kitört az ellenségeskedés. Kr. e. 275-re Antiokhosz leverte a galatiai keltákat, ezzel sikerült stabilizálnia kis-ázsiai hatalmát. Szövetségre lépett Magasszal, akivel Kr. e. 274-ben közös támadást indítottak, kirobbantva az I. szíriai háborút.
Ptolemaiosz a kettős fenyegetést, amit ismét katonai lázadás súlyosbított, Magasz leszerelésével számolta fel. Féltestvére, aki ismét Paraitonionig jutott, befejezte a háborúskodást, amint Ptolemaiosz elismerte Kürenaika független királyának. Az egyiptomi király ekkor a szíriai területeket pusztító Szeleukidák ellen fordulhatott, akikkel szemben flottáját vetette be. A földközi-tengeri kikötőket nélkülözni nem tudó Antiokhosszal Kr. e. 272-ben született meg a béke. Ugyanebben az évben Ptolemaiosz a Pürrhosz épeiroszi uralkodó felett győzedelmeskedő Római Köztársasággal barátsági szerződést kötött. Bár a közeledésnek egyelőre nem volt túlzott jelentősége, Egyiptom fokozatosan Róma legfontosabb gabonaellátójává vált.
Kr. e. 267-ben Athén és Spárta összefogott a makedóniai II. Antigonosz Gonatasz ellen, kirobbantva az ún. khremónidészi háborút. A konfliktus, melyben Ptolemaiosz a poliszok oldalán állt, Kr. e. 261-ben Antigonosz győzelmével ért véget, meggyengítette az egyiptomi uralkodó itteni befolyását. Mi több, Kr. e. 260-ban a trónra lépő szeleukida II. Antiokhosz támadást indított Egyiptom ellen (ld. II. szíriai háború) Antigonosszal szövetségben. Ellenük Ptolemaiosz I. Eumenész pergamoni király királlyal lépett szövetségre. A Kr. e. 253-ig tartó háborúskodásból először Antigonosz lépett ki Kr. e. 254-ben, miután – talán Ptolemaiosznak köszönhetően – Korinthosz és Khalkisz is fellázadt ellene. A békekötés után Egyiptom kilikiai, a Szeleukida Birodalom pedig nyugat-anatóliai területekkel lett gazdagabb.
A későbbiekben Ptolemaiosz már nem bocsátkozott komolyabb háborúskodásba régi ellenfeleivel szemben, de támogatta a Kr. e. 251-től az akháj szövetséget vezető Aratoszt, akit még Alexandriában is vendégül látott. Kr. e. 250-ben meghalt Magasz, ekkor sikerült visszahódítani Kürénét.

### Belpolitika és afrikai ügyek

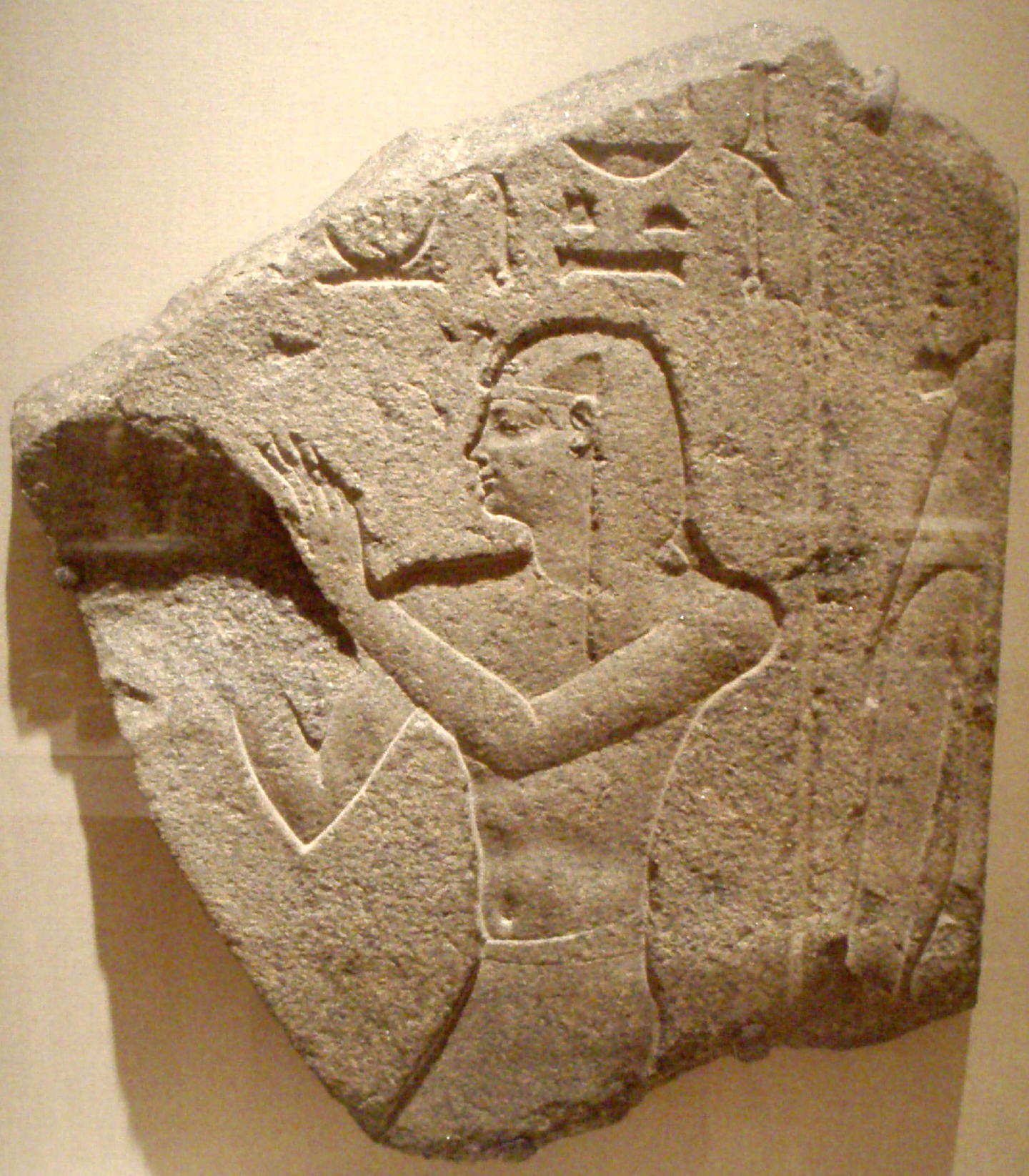
II. Ptolemaiosz egyiptomi stílusú ábrázolása

Mindjárt uralkodása elején megtisztította Felső-Egyiptomot az ott garázdálkodó útonállóktól, majd hadat vezetett Alsó-Núbiába és elfoglalta a Keleti-sivatag gazdag aranybányáihoz vezető útvonalakat. Ezután birodalma intenzív kereskedelmi kapcsolatban állt a déli Kusita Királysággal.
A Vörös-tenger partvidékén, a mai szudáni és eritreai határ közelében Ptolemaisz néven várost alapított abból a célból, hogy harci elefántokat szerezzen. Ezt fontos feladatának tekintette, hiszen addig csak Indiából tudtak elefántokat importálni.
A király más városalapításai is ismertek. A Vörös-tenger minél jobb ellenőrzésére alapította meg a mai Szuez helyén Arszinoé városát, a Ráktérítő magasságában pedig Bereniké Troglodütikát.
Tudjuk, hogy a Vörös-tenger nyugati partjainak minél jobb felderítése érdekében expedíciót indított Szatürosz vezetésével. Mi több, követei Indiáig is eljutottak, ahol kereskedelmi kapcsolatokról tárgyaltak.
Ókori források szerint halálakor Egyiptom 200 000 gyalogossal, 40 000 lovassal, számos harci szekérrel és elefánttal és mintegy 1500 hajót számláló flottával rendelkezett. Halálakor kincstárában a nagy költekezések ellenére 740 000 talentum maradt, amelyet csak Egyiptomból évente 14 800 talentumnyi jövedelem táplált.

### II. Ptolemaiosz, a kultúrapártoló
II. Ptolemaiosz kultúra- és művészetpártolóként emelkedett ki legjobban kortársai közül. Uralkodása alatt Alexandria az atyja által megteremtett alapokon a görög világ kulturális központjává vált, múzeuma és könyvtára a kor legjelentősebb művészeit és tudósait vonzotta Egyiptomba. Ekkor tevékenykedett a költők közül Kallimakhosz és Theokritosz (ez utóbbitól panegyricus maradt fenn, melyet II. Ptolemaioszhoz írt), a filozófus Hégésziasz, a matematikus Eukleidész, illetve több csillagász (pl. Timokharisz, szamoszi Arisztarkhosz és Aratosz). A művelt uralkodó azonban nem csak a klasszikus görög kultúra és az irodalom iránt érdeklődött. A természettudományok fejlődését is támogatta, palotájában pedig egzotikus állatokból hozott létre gyűjteményt. Uralkodása alatt – talán uralkodói felkérésre – írta meg Manethón az ókori Egyiptom történetét, amely mind a mai napig értékes forrása a történelmi kutatásoknak.
A már ekkor népes zsidó közösséget is védelmezte, egyes források neki tulajdonítják az Ószövetség könyveinek görögre fordíttatását. A képzőművészetek is bőkezű királyi támogatást élveztek, noha önálló egyiptomi iskola nem alakult ki. Ptolemaiosz Philadelphosz számos monumentális építménnyel gazdagította birodalmát és fővárosát: alatta épült a múzeum, a Pharoszi világítótorony és Nagy Sándor síremléke. A makedón uralkodó memphiszi sírjába atyja és anyja maradványait helyeztette át, akiket Egyiptom védelmező istenségeivé nevezett ki.

## Családi élete és örökösödése

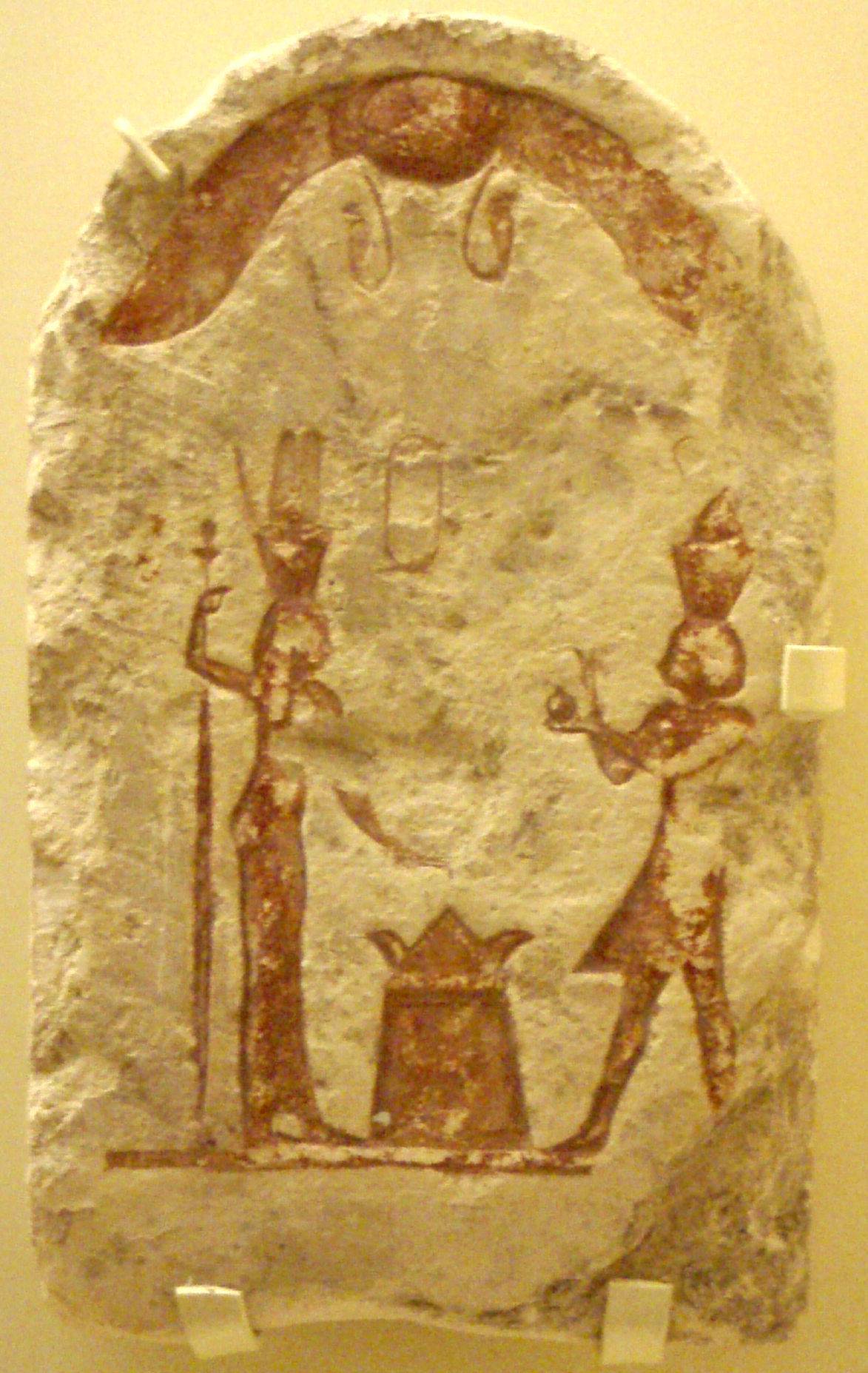
II. Ptolemaiosz áldozatot mutat be II. Arszioné istennőnek

Bár uralma alatt Egyiptom dicsőséges nagyhatalommá vált, dinasztikus politikája nem a legszerencsésebben alakult. Mindjárt trónra lépve elűzette apja azon tanácsadóit, akik az öröklési rend felborítása ellen voksoltak I. Ptolemaiosznál. Később három fivérével is végzett, mivel egyikük, Argaiosz állítólag Ptolemaiosz ellen konspirált, kettő másik pedig megpróbálta fellázítani Ciprust.
II. Ptolemaiosz első felesége Lüszimakhosz lánya, I. Arszinoé volt, ám tőle Kr. e. 278-ban elvált, és Koptoszba száműzte, Felső-Egyiptomba, mivel állítólag az életére tört. Ezt követően egy, a görög vallási törvényeknek homlokegyenest ellentmondó lépéssel az egyiptomi fáraók szokása szerint saját testvérét, II. Arszinoét vette feleségül. Egyúttal felvette az egyébként Apollónnak és Artemisznek kijáró Philadelphosz („Testvérét szerető”) melléknevet. Ezzel a lépéssel kezdődött meg a Ptolemaida uralkodók istenként való tiszteletének hagyománya. Ezen túlmenően II. Arszinoé erőteljes akaratú asszonynak bizonyult, aki nagy hatással volt férje politikájára. Gyermekük nem született. Arszinoé halála után fivére-férje fényes halotti templomot emeltetett neki, egyúttal elrendelte istenként való tiszteletét.
Az örökösödési rend kialakítása sem volt zökkenőmentes. Kr. e. 267-ben II. Ptolemaiosz uralkodótársává tette Ptolemaiosz Nioszt, akinek származásáról szinte semmi biztosat nem tudni. Elképzelhető, hogy a később trónra jutó III. Ptolemaiosz Euergetészt, esetleg fivérét, netán I. vagy II. Arszinoé valamelyik korábbi házasságából származó fiát, avagy II. Ptolemaiosz házasságon kívül született gyermekét fedi ez a név. Niosz a II. szíriai háború során Kr. e. 259-ben a milétoszi Timarkhosszal együtt lázadt fel, elveszítve egyiptomi pozícióját. További sorsa ismeretlen.
Az amúgy egész életében gyenge és beteges uralkodó természetes halállal halt meg Kr. e. 246-ban. A trónon végül saját fia, az I. Arszinoétől származó III. Ptolemaiosz Euergetész – a korábbi békeszerződés értelmében Magasz leányának, Berenikének a férje – követte. Arszinoétól még két gyermeke született: Lüszimakhosz és Bereniké. Ez utóbbit a II. szíriai háború lezárulásakor II. Antiokhoszhoz adták feleségül.